# محسن شاه‌ابراهیمی
محسن شاه‌ابراهیمی (زادهٔ ۱۳۳۳ در خرمشهر) طراح صحنه، طراح لباس، طراح جلوه‌های ویژه  و بازیگر ایرانی است. او فارغ‌التحصیل طراحی صحنه از دانشگاه فلورانس ایتالیا است.
از کارهای شاخص وی سریال تاریخی مختارنامه، سلمان فارسی و فیلم محمد رسول‌الله است.

## آثار

### بازیگر
- شکلات داغ (۱۳۸۸)
- کنعان (۱۳۸۶)
- شبهای روشن (۱۳۸۱)
- داستان‌های جزیره (دختردایی گمشده) (۱۳۷۷)
- ساحره (۱۳۷۶)
- تمام وسوسه‌های زمین (۱۳۶۸)
- در مسیر تندباد (۱۳۶۷)

### طراح صحنه و لباس
- سلمان فارسی (تاکنون-۱۳۹۸)
- محمد رسول‌الله (فیلم) (۱۳۹۴-۱۳۸۶)
- دختر (فیلم ۱۳۹۴)
- سینما نیمکت (۱۳۹۴)
- سریال مختارنامه (۱۳۸۹-۱۳۸۳)
- از رئیس‌جمهور پاداش نگیرید (۱۳۸۷)
- دل‌شکسته (۱۳۸۷)
- همیشه پای یک زن در میان است (۱۳۸۶)
- بربادرفته (۱۳۸۴)
- زاگرس (۱۳۸۴)
- به رنگ ارغوان (۱۳۸۳)
- مهمان مامان (۱۳۸۲)
- شبهای روشن (۱۳۸۱)
- ایستگاه متروک (۱۳۸۰)
- نگین (۱۳۸۰)
- مسافر ری (۱۳۷۹)
- متولد ماه مهر (۱۳۷۸)
- مومیایی۳ (۱۳۷۸)
- ایران سرای من است (۱۳۷۷)
- پسر مریم (۱۳۷۷)
- زشت و زیبا (۱۳۷۷)
- ساحره (۱۳۷۶)
- آدم‌برفی (۱۳۷۳)
- عیالوار (۱۳۷۱)
- دیدار در استانبول (۱۳۷۰)
- مسافران دره انار (۱۳۷۰)
- تمام وسوسه‌های زمین (۱۳۶۸)

### مدیر هنری
- محمد رسول‌الله (فیلم) (۱۳۹۳-۱۳۸۶)
- یه حبه قند (۱۳۸۸)
- سیمای زنی در دوردست (۱۳۸۲)

### طراح صحنه
- بمب؛ یک عاشقانه (۱۳۹۶)
- شهر موش‌ها ۲ (۱۳۹۳)
- داستان‌های جزیره (دختردایی گمشده) (۱۳۷۷)
- لبه تیغ (فیلم ۱۳۷۱) (۱۳۷۱)
- دیگه چه خبر!؟ (۱۳۷۰)
- پرستار شب (۱۳۶۶)
- یاد و دیدار (۱۳۶۶)

### طراح لباس
- کودکانی از آب و گل (۱۳۷۲)
- اوینار (۱۳۷۰)
- در مسیر تندباد (۱۳۶۷)
- پرستار شب (۱۳۶۶)

### طراح دکور
- شهر موش‌ها ۲ (۱۳۹۳)
- سریال مختارنامه (۱۳۸۹-۱۳۸۳)
- داستانهای جزیره (اپیزود اول، دختردایی گمشده) (۱۳۷۷)
- آدم‌برفی (۱۳۷۳)
- لبه تیغ (۱۳۷۱)
- اوینار (۱۳۷۰)

### طراحجلوه‌های ویژه
- سریال مختارنامه (۱۳۸۹-۱۳۸۳)
- زاگرس (فیلم)(۱۳۸۴)
- متولد ماه مهر (۱۳۷۸)
- مومیایی ۳ (۱۳۷۸)
- داستانهای جزیره (اپیزود اول، دختردایی گمشده) (۱۳۷۷)
- اوینار (۱۳۷۰)

## جوایز
- برنده سیمرغ بلورین بهترین طراحی صحنه جشنواره فیلم فجر برای فیلم پرستار شب (۱۳۶۶)
- برنده تندیس بهترین طراحی صحنه و لباس از سومین دوره جشن خانه سینما برای زشت و زیبا (۱۳۷۸)
- برنده تندیس بهترین طراحی صحنه و لباس از جشن دنیای تصویر برای زشت و زیبا (۱۳۷۸)
- برنده تندیس بهترین طراحی لباس از پنجمین دوره جشن خانه سینما برای مسافر ری (۱۳۸۰)
- برنده تندیس بهترین طراحی لباس از ششمین دوره جشن خانه سینما برای ایستگاه متروک (۱۳۸۱)
- برنده تندیس بهترین طراحی صحنه از هفتمین دوره جشن خانه سینما برای شب‌های روشن (۱۳۸۲)
- برنده تندیس بهترین طراحی هنری از هشتمین دوره جشن خانه سینما برای مهمان مامان (۱۳۸۳)
- نامزد سیمرغ بلورین بهترین طراحی صحنه جشنواره فیلم فجر برای فیلم بمب؛ یک عاشقانه (۱۳۹۶)